# Alimento arricchito
Un alimento arricchito è un alimento addizionato di micronutrienti e/o altre sostanze di interesse nutrizionale per generici obiettivi salutistici e/o per recuperare le perdite di tali sostanze avvenute durante i processi di trasformazione dell'alimento stesso. 
Per esempio il latte scremato arricchito di vitamina D, la quale in grande parte va persa nel processo di scrematura (poiché la vitamina D è liposolubile e si trova dunque nella parte grassa del latte, quella che viene eliminata); la farina arricchita di vitamina B1, la quale viene persa nel processo di raffinazione (poiché essa è presente nella pula, cioè nell'involucro esterno del chicco, ovvero la parte che viene eliminata).
In tali alimenti, a differenza degli alimenti fortificati, è incrementata la concentrazione di sostanze nutrienti già presenti naturalmente.
Alimenti funzionali arricchiti e fortificati possono essere considerati prodotti a metà strada tra gli alimenti e gli integratori.